# Municipio de Camerino Z. Mendoza
El Municipio de Camerino Z. Mendoza es uno de los 212 municipios del estado mexicano de Veracruz, localizado en el centro-oeste del estado, su cabecera es Ciudad Mendoza.

## Geografía
El municipio se encuentra localizado en el centro oeste de Veracruz es la región denominada como las "Grandes Montañas" por la intrincada orografía que se presenta en la zona, sus límites son al norte, este y sureste con el municipio de Nogales, al norte y oeste con el municipio de Huiloapan y al sur con el municipio de Soledad Atzompa. Su extensión territorial es de 37.84 km², los cuales representan un 0.05% de la totalidad del territorio del estado de Veracruz.
Se encuentra localizado a una altitud de 1,340 metros sobre el nivel del mar.

### Orografía e hidrografía
El municipio se encuentra en la zona más montañosa del estado de Veracruz, sin embargo, la mayor parte del territorio se encuentra ubicado en la zona baja por la que discurre el río Blanco, estando la mayor parte de las grandes montañas en los municipios vecinos, aun así el terreno es accidentado, lo que complica las comunicaciones y los asentamientos.
La principal corriente del territorio es el río Blanco que discurre en sentido oeste-este, la zona forma parte de la Región hidrológica Papaoloapan y a la Cuenca del Río Papaloapan.

### Clima y ecosistemas
El clima que se registra en el municipio se ve afectado principalmente por las variaciones de altitud que se registran en la zona, los climas son registrados como Semifrío húmedo con abundantes lluvias en verano y Templado subhúmedo con lluvias en verano; la temperatura media anual fluctúa entre los 16 y los 18 °C.
La fauna local se halla compuesta por reptiles, entre los que destacan los tlaconetes o salamandras, víbora coralillo, falsa coral, víbora de cascabel en las montañas de la sierra de Necoxtla y La Cuesta, culebras de río.
Entre los mamíferos destacan las ardillas arborícolas y de tierra, zorras, tlacuaches, murciélagos frugíboros,comadrejas, cacomixtles, mapaches,conejos, temazates ocasionalmente en el cerro del Cuauhtecpale, así como coyote en la sierra de Necoxtla y cabras cimarronas.
Entre los insectos destacan el alacrán negro, entre las aves se encuentran ocasionalmente pericos grises y verdes, martín pescador, patos, urracas, gavilanes, pájaros carpinteros y entre las aves canoras las primaveras.
En las zonas cercanas al Río Blanco se pueden encontrar ranas arborícolas verdes.
En los arroyos y manantiales circundantes se encuentran charales y cangrejos negros de los denominados "burritos".

## Demografía
Según el Conteo de Población y Vivienda de 2005 realizado por el Instituto Nacional de Estadística y Geografía, la población del municipio de Camerino Z. Mendoza es de 39,002 habitantes, de los cuales 18,352 son hombres y 20,650 son mujeres.

### Localidades
El municipio tiene un total de 5 localidades. Su población es la siguiente:
| Localidad          | Población |
| Total Municipio    | 39,002    |
| Ciudad Mendoza     | 34,313    |
| Necoxtla           | 2,322     |
| La Cuesta          | 1,503     |
| Barrio de Tetzmola | 577       |
| Ocotla             | 287       |

## Historia
Anteriormente la ciudad era conocida como Santa Rosa Necoxtla pues era parte de su jurisdicción. El nombre le fue dado por un religioso peruano antes de la canonización de Santa Rosa de Lima.
Al consumarse la Independencia, el pueblo de San Francisco Necoxtla, quedó erigido en municipalidad, dependiendo del cantón de Orizaba. Es un pueblo muy antiguo cuyo nombre Nach-Tlán significa "lugar de orejas", especie de aretes que se colocaban en las orejas, como símbolo de elegancia. 
En 1898, se establece la cabecera del municipio de Necoxtla, en Santa Rosa; por decreto de 1910, en pueblo de Santa Rosa se eleva a la categoría de Villa. 
Santa Rosa Necoxtla, en 1930, se denomina Camerino Z. Mendoza. Por decreto del 5 de noviembre de 1932, el municipio de Santa Rosa Necoxtla, se denomina Camerino Z. Mendoza; el decreto del 4 de julio de 1933 eleva a la categoría política de ciudad, la villa de Camerino Z. Mendoza.

## Política

### Gobierno municipal
Lo que es hoy el municipio de Camerino Z. Mendoza fue creado en el año de 1898 con el nombre de Municipio de Necoxtla, con cabecera en Santa Rosa Necoxtla, hoy Ciudad Mendoza, por decreto del 5 de noviembre de 1932 el municipio pasó a denominarse Camerino Z. Mendoza.
El gobierno del municipio corresponde al Ayuntamiento, que está formado por el presidente municipal, un síndico y el cabildo integrado por tres regidores, uno electo por mayoría relativa y los otros dos por representación proporcional. El ayuntamiento es electo por un periodo de cuatro años (antes del año 2014 el período era de tres años), no reelegibles para el periodo inmediato pero si de manera no consecutiva, entra a ejercer sus funciones el día 1 de enero del año siguiente a su elección.

### Subdivisión administrativa
El municipio se divide en dos agencias municipales: Necoxtla y La Cuesta, cuyos agentos son electos por medio de plebiscito popular; además existe una subagencia municipal y 67 jefaturas de manzana.

### Representación legislativa
Para la elección de Diputados locales al Congreso de Veracruz y de Diputados federales al Congreso de la Unión, Camerino Z. Mendoza se encuentra integrado en los siguientes distritos electorales:
Local:
- XXI Distrito Electoral Local de Veracruz con cabecera en Camerino Z Mendoza.[19]

Diputado Local
- Luis Arturo Santiago Martínez

Federal:
- Distrito electoral federal 18 de Veracruz con cabecera en Zongolica.[20]
- Diputado Federal Itzel Aleli Domínguez Zopiyactle